# Vẻ đẹp lý tưởng của nữ giới Trung Quốc

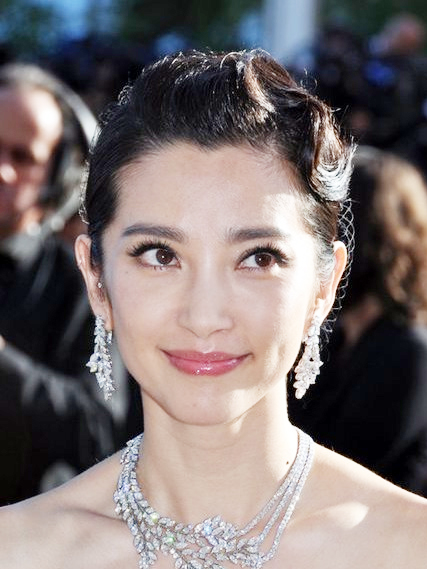
Nữ diễn viên Lý Băng Băng của Trung Quốc

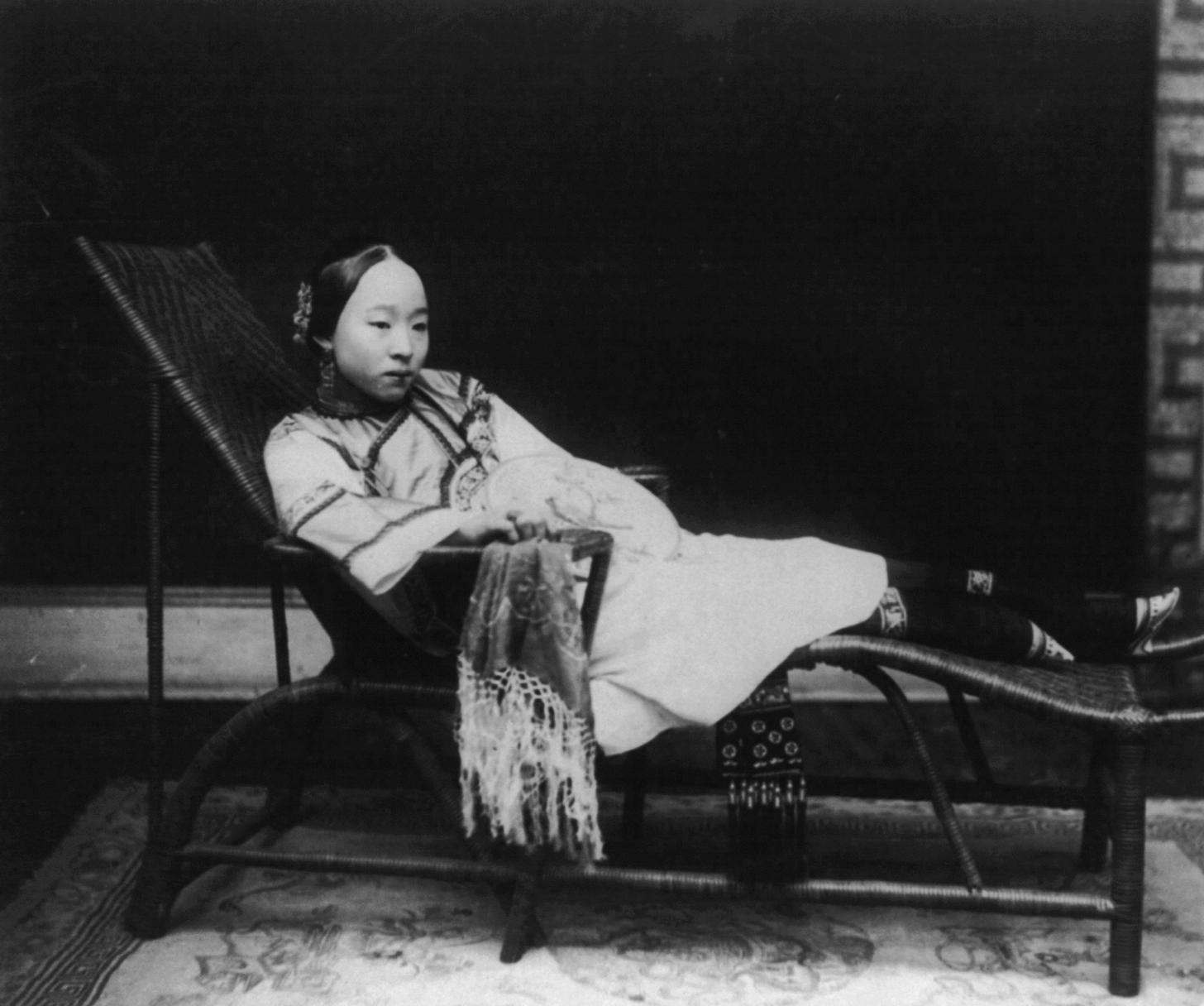
Một phụ nữ Trung Quốc dưới triều đại nhà Thanh

Trong văn hóa đại chúng đương đại của Trung Quốc, có rất nhiều các khía cạnh hướng đến vẻ đẹp lý tưởng của nữ giới.

## Lịch sử
Sự"nữ tính"không ám chỉ đến việc phân chia rạch ròi giữa trí tuệ và thể xác, bởi vốn dĩ không tồn tại một sự phân chia nào như thế trong nền tảng triết học Trung Hoa. Nữ giới Trung Quốc cũng mở rộng từ những quan niệm, lý tưởng này để đi sâu vào việc ảnh hưởng lên những gì phụ nữ phải có trong xã hội Trung Quốc.